# Пикрем, Сидни
Сидни Пикрем (англ. Sydney Pickrem; род. 21 мая 1997, Олдсмар, Флорида) — канадская пловчиха, специализирующаяся на брассе и комплексном плавании. Бронзовый призёр Олимпийских игр 2020 года в эстафете, многократный призёр чемпионатов мира, двукратная чемпионка мира на короткой воде, двукратная чемпионка Панамериканских игр 2023 года.

## Биография
Пикрем имеет двойное гражданство, родившись в Соединённых Штатах. Её родители являются канадцами, они родом из Галифакса. Её семья занимается спортом, в частности, её отец Даррен Пикрем играл в Главной юниорской хоккейной лиге Квебека. Будучи родом из Новой Шотландии, Пикрем также считает Клируотер своим родным городом, а остров Принца Эдуарда своим любимым местом для посещения.

## Карьера
Сидни Пикрем впервые попала во взрослую сборную в 2014 году, завоевав при этом бронзовые медали на дистанциях 200 и 400 метров комплексным плаванием на отборочных соревнованиях к Играм Содружества 2014 года и чемпионату Тихого океана.
Пикрем, специализирующаяся в плавании на спине и комплексом, была зачислена в сборную для участия на юниорском чемпионате Тихого океана 2012 года. В 2013 году она представляла Канаду молодёжном олимпийском фестивале в январе в Австралии, где она выиграла четыре медали: золото в 200 м на спине и комплексным плаванием и серебро в 400 м комплексом и 200 м брассом. На 4-м чемпионате мира по плаванию среди юниоров в Дубае Пикрем завоевала бронзу в комплексном плавании на 200 метров.
В 2016 году она попала в олимпийскую сборную Канады на летние Олимпийские игры 2016 года, где она сумела занять шестое место в 19 лет.
Пикрем соревновалась на чемпионате мира 2017 года, где она участвовала как в 200, так и в 400 метровых дистанциях комплексным плаванием. Она вышла в финал с третьим самым быстрым временем на 200 м, но в финале Пикрем неожиданно завершила выступление во время этапа баттерфляем. Однако на дистанции вдвое длиннее она завоевала бронзовую медаль, установив личный рекорд. После заплыва в финале Пикрем сказала: «Наступило сильное облегчение после того разочарования всей Канады во время моего финала на 200 метрах. Я горжусь тем, что являюсь канадкой и делаю это для Канады».
На чемпионате мира 2019 года в корейском Кванджу, 22 июля, завоевала бронзовую медаль на дистанции 200 метров комплексным плаванием, на финише уступила победительнице 1,17 секунды.

## Личные рекорды

### 50 м бассейн
| Соревнование        | Время   | Место             | Дата            |    |
| ------------------- | ------- | ----------------- | --------------- | -- |
| 200 м комплекс      | 2.09,07 | Токио, Япония     | 11 августа 2018 | NR |
| 400 м комплекс      | 4.32,88 | Будапешт, Венгрия | 30 июля 2017    |    |
| 100 м брасс         | 1.08,96 | Шартр, Франция    | 1 июля 2017     |    |
| 200 м брасс         | 2.27,42 | Остин, США        | 13 января 2017  |    |
| 100 м вольный стиль | 57,32   | Остин, США        | 13 января 2017  |    |